# Dzielnica diamentowa w Antwerpii
Dzielnica diamentowa w Antwerpii (nid. Antwerpse diamantwijk) – obszar położony w Antwerpii, w Belgii, niedaleko od głównej stacji kolejowej, na terenie dzielnicy żydowskiej, znany z handlu diamentami; ze względu na transakcje milionowej wartości i ryzyko dokonywania przestępstw znajduje się pod ścisłą ochroną i jest osłonięty od innych części miasta.

## Historia
Pierwsza wzmianka o handlu diamentami w Antwerpii pochodzi z dokumentu datowanego na 1447 rok i przechowywanego w miejskim archiwum.
W rozprawie dotyczącej kamieni szlachetnych z 1669 roku Robert van Berken twierdził, że jego dziadek Lodewijk van Berken, złotnik z Brugii, jako pierwszy używał diamentowego proszku do polerowania diamentów – twierdzenie to bywa używane do podkreślenia roli, którą Flandria odegrała w historii rozwoju sektora diamentowego. Sama technika znana była już wcześniej – w tekście sanskryckim z V lub VI wieku zaznaczono, że słabej jakości diamenty były używane do polerowania zewnętrznej powierzchni diamentów bez skazy, zaś w innym indyjskim opracowaniu sprzed końca XIV wieku wspomniano o używaniu diamentów do szlifowania innych diamentów na tarczy szlifierskiej. Wkładem Lodewijka van Berkena mogło być natomiast polerowanie diamentów na obracającej się tarczy i żelaznych tarczach własnej konstrukcji.
Dużą rolę w obrocie diamentami grali Żydzi. W Antwerpii amsterdamscy Żydzi oraz żydowscy imigranci z Europy Wschodniej od połowy XIX wieku pracowali masowo jako sprzedawcy i szlifierze. W trakcie II wojny światowej, po kapitulacji Belgii, niemiecki okupant pozamykał żydowskie szlifiernie i skonfiskował diamenty. Ponad połowa antwerpskich Żydów została deportowana i większość z nich zgładzona w Auschwitz-Birkenau. Po zakończeniu wojny, w 1946 roku, zachęcano prominentnych żydowskich sprzedawców diamentów do powrotu ze Stanów Zjednoczonych, gdzie się schronili i osiedlili, aby pomóc przywrócić Antwerpii dawny status światowego centrum obrotu diamentami. Do powojennej odbudowy handlu diamentami przyczynił się Romi Goldmuntz, który również współfinansował odbudowę zniszczonej synagogi zlokalizowanej w Van den Nestlei w Antwerpii, która od 1954 roku nosi jego imię.
Obecnie biznesmeni żydowscy już nie zajmują czołowej pozycji w antwerpskim biznesie diamentowym. Od drugiej połowy XX wieku pozycję tę zaczęli przejmować pośrednicy indyjscy, którzy wyemigrowali do Antwerpii w latach 60. i 70. XX wieku. Indyjscy sprzedawcy, pochodzący z ok. 300-400 rodzin, są aktualnie odpowiedzialni za obrót w ok. 60% surowych i 80% oszlifowanych diamentów docierających do Antwerpii, skupiając około 70% całości handlu. Zarówno indyjskie, jak i żydowskie firmy operujące w handlu diamentami są biznesami rodzinnymi, przechodzącymi z ojca na syna.
W dalszym ciągu dzielnica diamentowa w Antwerpii charakteryzuje się obecnością na ulicach przedstawicieli społeczności żydowskiej wyznania ortodoksyjnego. Populacja ortodoksyjnych i nieortodoksyjnych Żydów tu mieszkających liczy od 15 do 25 tys. osób, spośród których 80% jest bezpośrednio lub pośrednio zatrudniona w sektorze diamentowym.

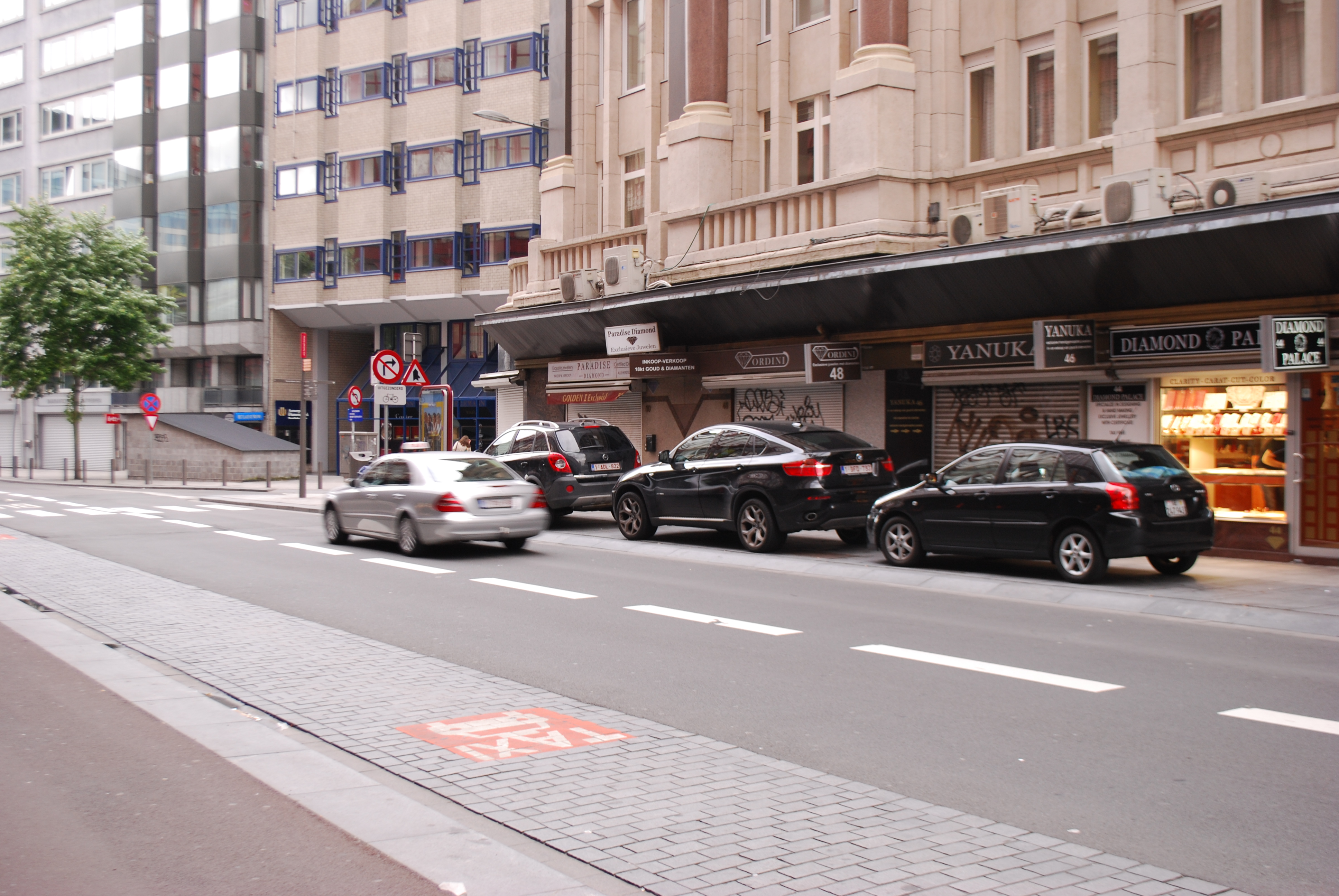
Ulica Pelikaanstraat w dzielnicy diamentowej w Antwerpii, 2011 rok

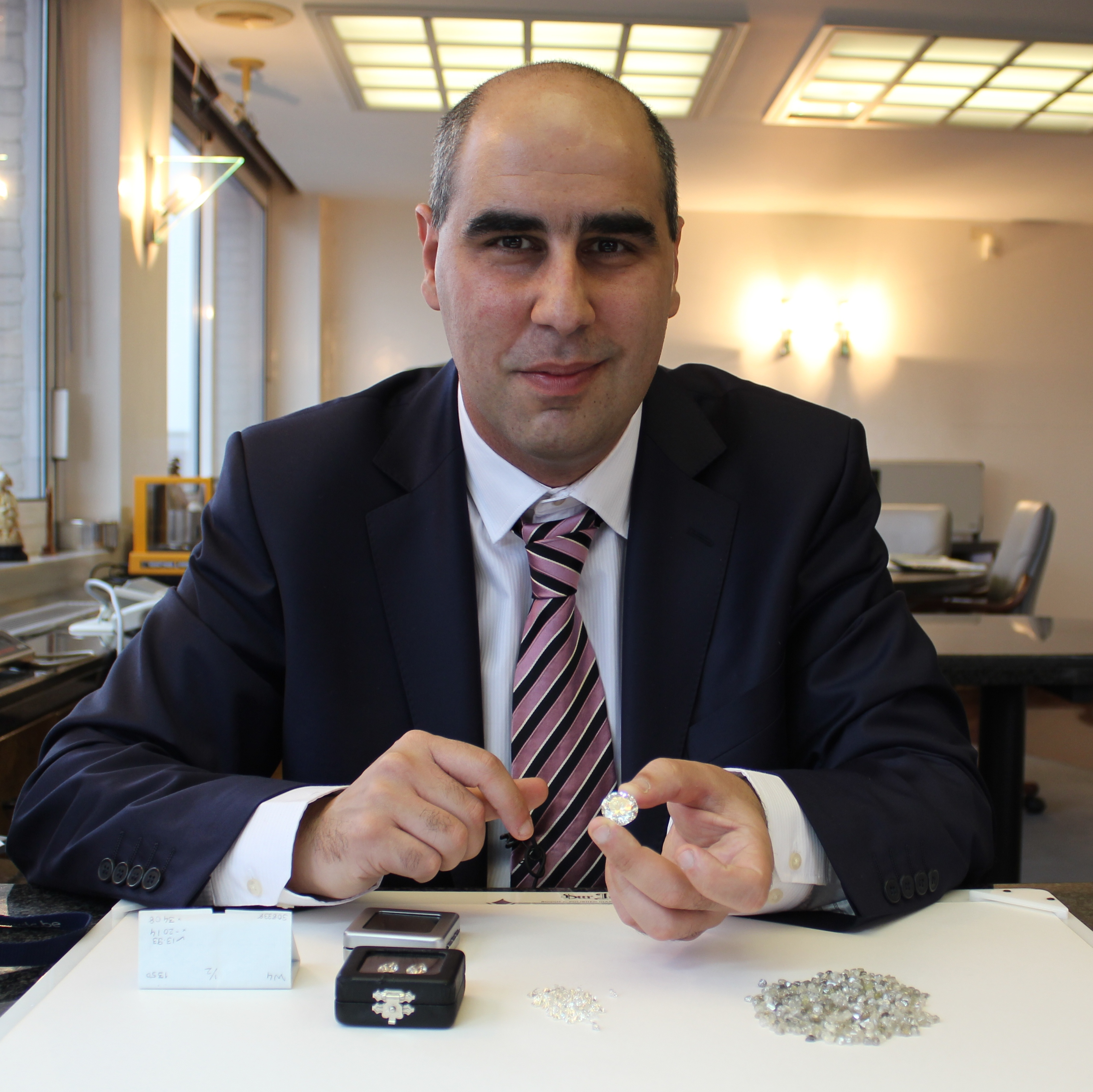
Handlarz diamentami w swoim biurze (2013). Widoczne surowe i oszlifowane egzemplarze

W miarę upływu czasu dzielnica diamentowa w Antwerpii uległa stopniowemu przekształceniu w wielokulturowe centrum biznesowe, w którym działają różne grupy etniczne, m.in. Żydzi, nieżydowscy Belgowie, Libańczycy, Ormianie i Hindusi.

## Współczesność

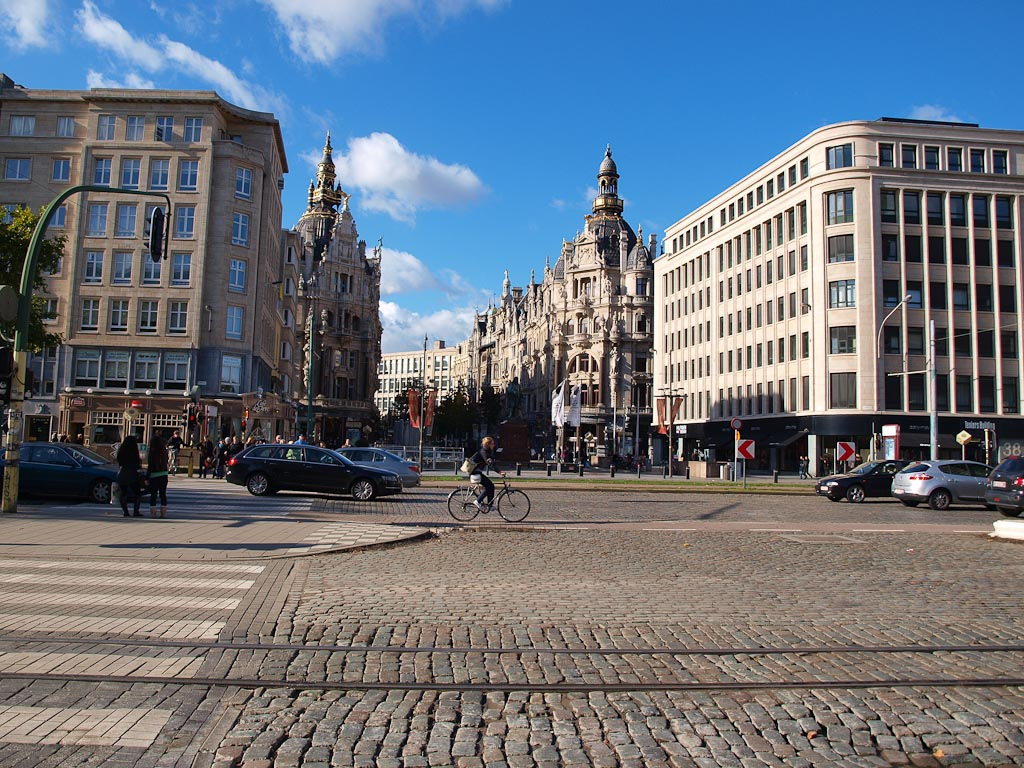
Fragment zabudowy dzielnicy diamentowej w Antwerpii

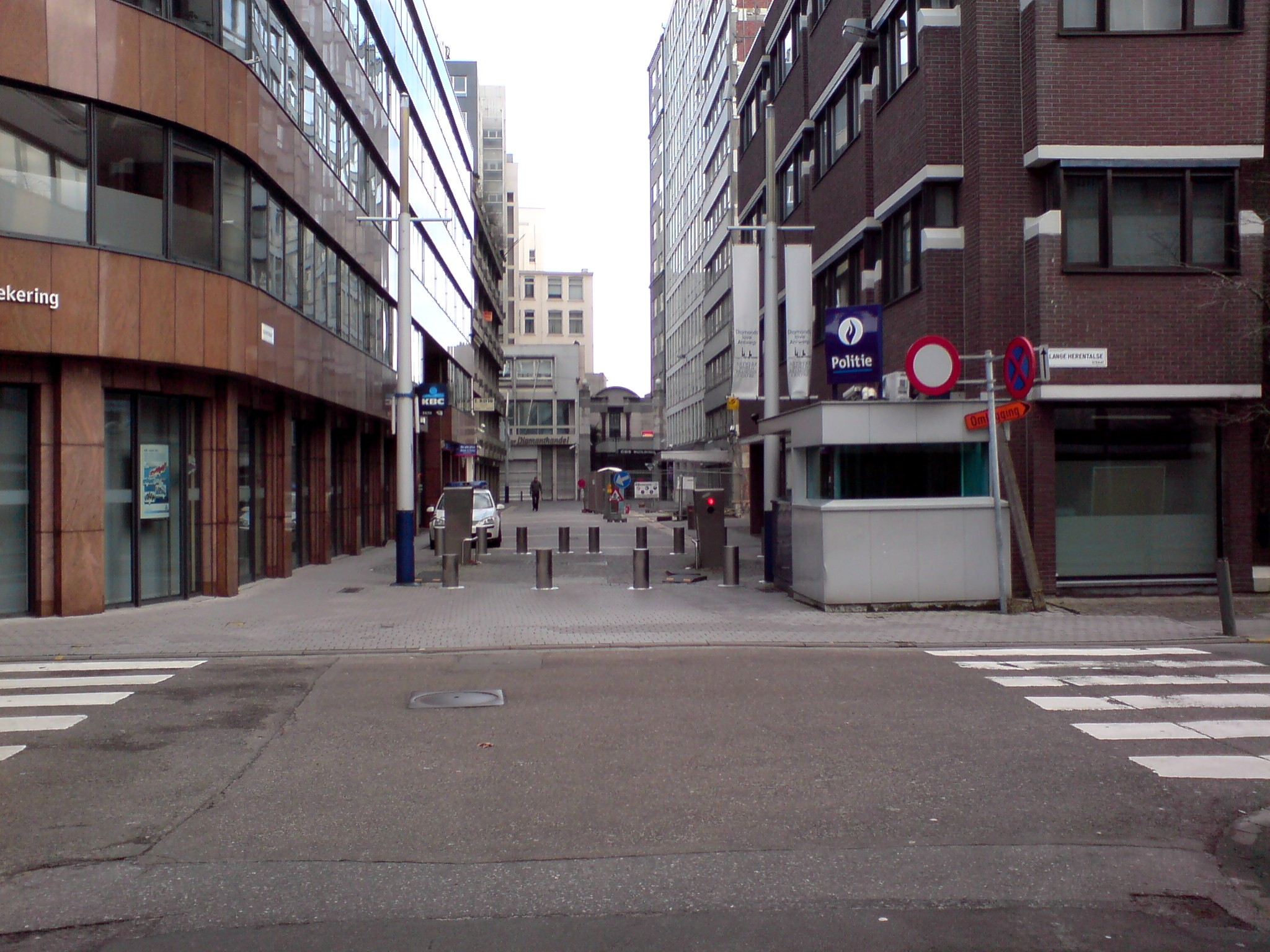
Ulica Hoveniersstraat w dzielnicy diamentowej, 2009 rok

W 2016 roku wydobyto na świecie około 26 ton diamentów (130 milionów karatów). Rocznie ponad 80% światowej produkcji diamentów oraz około połowa oszlifowanych egzemplarzy trafia do Antwerpii, która jest jednym ze światowych centrów sprzedaży i zakupu diamentów, m.in. ze względu na wielowiekowe doświadczenie w tej dziedzinie, know-how i duży rynek zbytu zapewniający konkurencyjne ceny.
Najważniejszym miejscem jest tu dzielnica diamentowa. Na 1 km² mieści się tam ok. 2000 przedsiębiorstw zajmujących się diamentami, odpowiadając za ich import, eksport oraz przetwarzanie. Działają tu też cztery z trzydziestu jeden międzynarodowych giełd wyspecjalizowanych w sprzedaży surowych i oszlifowanych diamentów. Umowy sprzedaży i kupna dokonywane są także w prywatnych ściśle ochranianych firmach.